# Tomasz Drozd
Tomasz Drozd – poseł do Sejmu Krajowego Galicji I kadencji (1861–1867), włościanin z Królówki w powiecie Wiśnicz.
Wybrany w IV kurii obwodu Kraków, z okręgu wyborczego nr 51 Bochnia-Niepołomice-Wiśnicz. 